# Afrique du Sud c. Israël (convention contre le génocide)
Le texte peut changer fréquemment, n’est peut-être pas à jour et peut manquer de recul. 
Le titre et la description de l'acte concerné reposent sur la qualification juridique retenue lors de la rédaction de l'article et peuvent évoluer en même temps que celle-ci.
La procédure engagée par l'Afrique du Sud contre l'État d'Israël, le 29 décembre 2023, officiellement nommée Application de la Convention pour la prévention et la répression du crime de génocide dans la bande de Gaza concernant des allégations de violations par Israël de ses obligations au titre de la Convention contre le génocide à l'égard des Palestiniens de la bande de Gaza, est une procédure devant la Cour internationale de justice (CIJ) demandant initialement à la Cour de rendre une mesure conservatoire de protection,. La requête de l'Afrique du Sud place ses accusations dans ce qu'elle décrit comme « le contexte plus large de la conduite d'Israël envers les Palestiniens pendant ses soixante-quinze ans d'apartheid, ses cinquante-six ans d'occupation belligérante du territoire palestinien et ses seize ans de blocus de la bande de Gaza, »
Les audiences publiques se tiennent au palais de la Paix à La Haye les jeudi 11 et vendredi 12 janvier 2024,,.
Le 26 janvier 2024 la Cour internationale de justice rend une décision au titre de la Convention contre le génocide ordonnant à Israël d'empêcher tout éventuel acte génocidaire, et d'autoriser l'accès humanitaire à Gaza. La Cour n'évoque pas un cessez-le-feu.
L'équipe juridique sud-africaine comprend John Dugard, Adila Hassim, Tembeka Ngcukaitobi (en), Blinne Ni Ghrálaigh et Vaughan Lowe (en). Israël est représenté par des avocats, notamment Malcolm Shaw (en) et Tal Becker (en),. Israël et l'Afrique du Sud nomment, respectivement, Aharon Barak  et Dikgang Moseneke (en) en tant que juges ad hoc.
La Cour rend, le 26 janvier 2024, une ordonnance relative à la demande de mesure conservatoire de protection, dans laquelle elle ordonne à Israël de prendre toutes les mesures nécessaires pour empêcher tout acte pouvant être considéré comme génocidaire selon la Convention sur le génocide de 1948
,. La Cour déclare qu'« au moins certains des actes et omissions dont l'Afrique du Sud allègue qu'ils ont été commis par Israël à Gaza semblent pouvoir relever des dispositions de la Convention [sur le génocide] ». Les responsables sud-africains et israéliens saluent tous deux la décision, la considérant comme une victoire, mais certains ministres et responsables israéliens rejettent la décision et accusent le tribunal international d'avoir un parti pris antisémite. La Cour exprime également sa « grave préoccupation » quant au sort des otages détenus dans la bande de Gaza et reconnait que la situation catastrophique à Gaza « risque sérieusement de se détériorer davantage » avant le verdict final. Selon Stephen Rapp (en), ancien ambassadeur itinérant des États-Unis pour les questions relatives aux crimes de guerre, les alliés d'Israël auront du mal à accepter le non-respect de la décision.

## Contexte
Après le début des bombardements de Gaza par Israël à la suite des attaques par le Hamas du 7 octobre 2023, certains Palestiniens ont exprimé la crainte que la réponse à la violence ne soit utilisée pour justifier un génocide contre les Palestiniens par Israël. Après ces attaques, Yoav Gallant, ministre israélien de la Défense, déclare : « Nous combattons des animaux humains, et nous agissons en conséquence ». Avi Dichter, ministre israélien de l'agriculture, demande que la guerre soit « la Nakba de Gaza ». Ariel Kallner (en), un autre membre de la Knesset, membre du Likoud, écrit également, sur les médias sociaux, qu'il n'y a « qu'un seul objectif : la Nakba ! Une Nakba qui éclipsera la Nakba de [1948] ». L'historien israélien de l'Holocauste Omer Bartov prévient que les déclarations des hauts responsables israéliens « pourraient facilement être interprétées comme indiquant une intention génocidaire ».

## Convention contre le génocide
En 1948, l'Assemblée générale des Nations unies adopte à l'unanimité la Convention pour la prévention et la répression du crime de génocide, qui définit le génocide comme l'un des cinq « actes commis dans l'intention de détruire, en tout ou en partie, un groupe national, ethnique, racial ou religieux ». Ces actes sont les suivants : tuer des membres du groupe, leur infliger des atteintes graves à l'intégrité physique ou mentale, leur imposer des conditions de vie visant à détruire le groupe, empêcher les naissances et transférer de force des enfants hors du groupe. Les victimes doivent être ciblées en raison de leur appartenance réelle ou supposée à un groupe, et non au hasard,.

## Poursuites

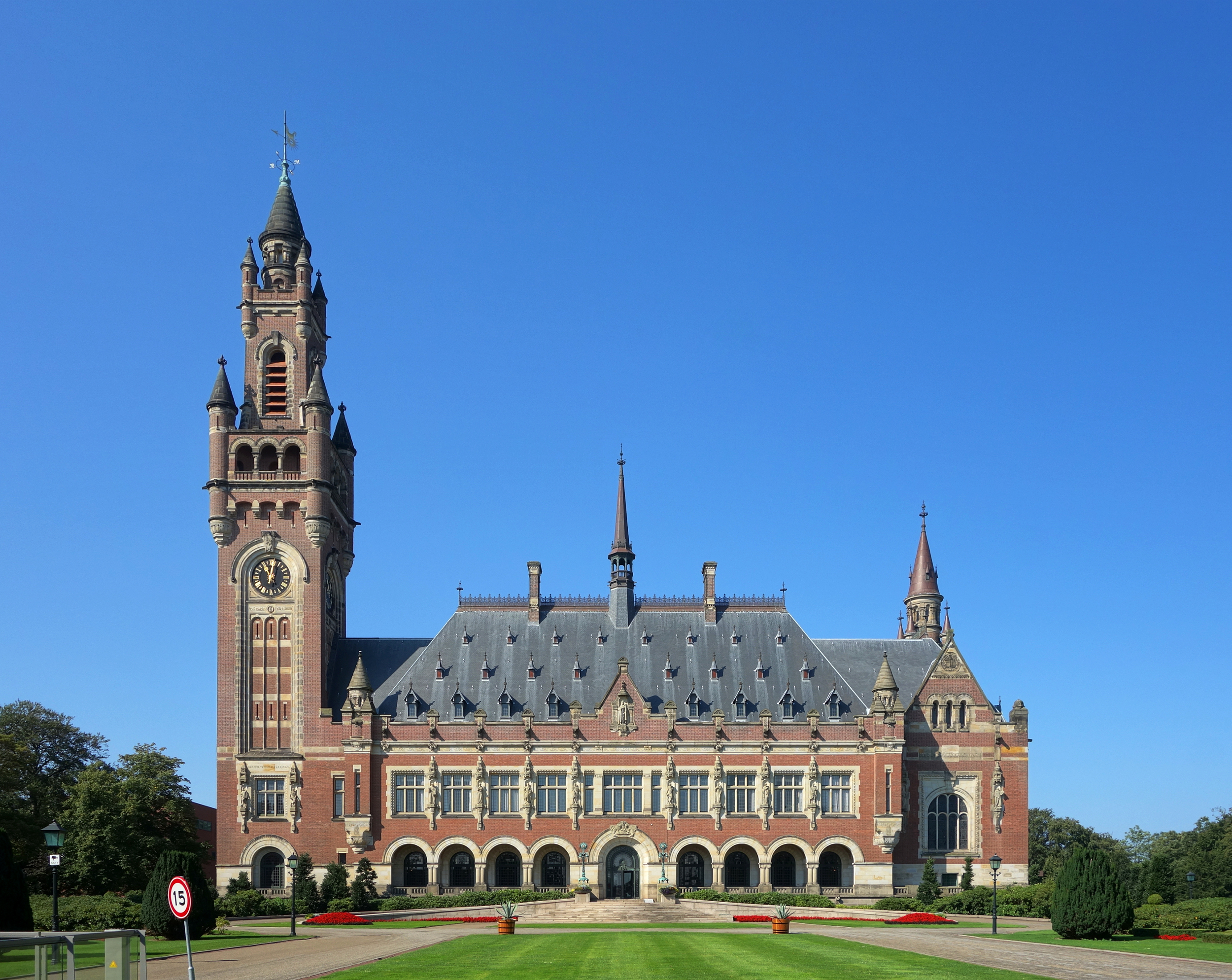
Les auditions publiques se tiennent au Palais de la Paix à La Haye.

Une procédure est engagée le 29 décembre 2023 devant la Cour internationale de justice en vertu de la Convention sur le génocide, dont Israël et l'Afrique du Sud sont tous deux signataires, et introduite conformément à l'article IX de la convention,.
Balkees Jarrah, directeur associé de la justice internationale à Human Rights Watch, note que l'affaire de la CIJ n'est pas une poursuite d'individus et n'implique pas directement la Cour pénale internationale, qui est un organe distinct, menant sa propre enquête. Balkees Jarrah déclare que l'affaire offre l'occasion de « fournir des réponses claires et définitives à la question de savoir si Israël commet un génocide à l'encontre du peuple palestinien. »
Les décisions concernant l'octroi ou non de mesures provisoires devraient être rendues entre deux semaines et un mois après les audiences. Un jugement final sur l'affaire pourrait prendre des années,. Séparément, les audiences commencent en février 2023 concernant une demande de l'ONU pour un avis consultatif non contraignant sur les conséquences juridiques découlant des politiques et des pratiques d'Israël dans le territoire palestinien occupé, y compris Jérusalem-Est.

### Position sud-africaine
L'Afrique du Sud accuse Israël d'avoir commis un génocide à Gaza en violation de la Convention sur le génocide,. L'équipe juridique sud-africaine comprend John Dugard, Adila Hassim, Tembeka Ngcukaitobi (en), Max Du Plessis, Tshidiso Ramogale, Sarah Pudifin-Jones, Lerato Zikalala, Vaughan Lowe (en) et Blinne Ni Ghrálaigh. Plusieurs personnalités politiques internationales se joindront à la délégation sud-africaine, dont Jeremy Corbyn.
Dans sa requête de 84 pages, le pays affirme que les actions d'Israël « ont un caractère génocidaire parce qu'elles visent à provoquer la destruction d'une partie substantielle du groupe national, racial et ethnique palestinien »,. L'Afrique du Sud demande à la CIJ de rendre une ordonnance juridique contraignante à titre provisoire (c'est-à-dire avant une audience sur le fond de la requête), exigeant qu'Israël « suspende immédiatement ses opérations militaires dans et contre Gaza »,. Alors que le jugement sur le fond de l'affaire peut prendre des années, une telle ordonnance pourrait être rendue en quelques semaines. En outre, le président sud-africain Cyril Ramaphosa compare également les actions d'Israël à l'apartheid.
La demande indique que « les actes et les omissions d'Israël... ont un caractère génocidaire, car ils sont commis avec l'intention spécifique requise... de détruire les Palestiniens de Gaza en tant que partie du groupe national, racial et ethnique palestinien au sens large ». Les actes génocidaires allégués dans la plainte comprennent le massacre des Palestiniens de Gaza, la destruction de leurs maisons, leur expulsion et leur déplacement, ainsi que le blocus de la nourriture, de l'eau et de l'aide médicale dans la région. En outre, l'Afrique du Sud a déclaré qu'Israël avait imposé des mesures empêchant les Palestiniens de donner naissance à des enfants en détruisant des services de santé essentiels à la survie des femmes enceintes et de leurs bébés. L'action en justice soutient que toutes ces actions sont « destinées à provoquer leur destruction [celle des Palestiniens] en tant que groupe ». L'Afrique du Sud affirme également que les déclarations de responsables israéliens, tels que le Premier ministre Benyamin Netanyahou, ont fait preuve d'une « intention génocidaire ».
La demande sud-africaine présente neuf demandes de mesures conservatoires de protection :
| Numéro | Résumé                                                                              | Description complète |
| ------ | ----------------------------------------------------------------------------------- | --- |
| 1      | Suspension des opérations militaires                                                | L'État d'Israël suspend immédiatement ses opérations militaires à Gaza et contre Gaza. |
| 2      | Suspension des opérations militaires                                                | L'État d'Israël veille à ce que les unités armées militaires ou irrégulières qu'il peut diriger, soutenir ou influencer, ainsi que les organisations et les personnes qu'il peut contrôler, diriger ou influencer, ne prennent aucune mesure destinée à favoriser les opérations militaires visées au point 1 ci-dessus. |
| 3      | Empêcher le génocide                                                                | La République d'Afrique du Sud et l'État d'Israël, conformément aux obligations qui leur incombent en vertu de la convention pour la prévention et la répression du crime de génocide, prennent chacun, en ce qui concerne le peuple palestinien, toutes les mesures raisonnables en leur pouvoir pour prévenir le génocide. |
| 4      | S'abstenir de tuer, de blesser, de détruire la vie et d'empêcher les naissances     | L'État d'Israël, conformément aux obligations qui lui incombent en vertu de la convention pour la prévention et la répression du crime de génocide à l'égard du peuple palestinien en tant que groupe protégé par la convention pour la prévention et la répression du crime de génocide, s'abstient de commettre tout acte entrant dans le champ d'application de l'article II de la convention, en particulier : b- causer de graves dommages corporels ou mentaux aux membres du groupe ; c- infliger délibérément au groupe des conditions d'existence devant entraîner sa destruction physique totale ou partielle ; et d- imposer des mesures destinées à prévenir les naissances au sein du groupe. |
| 5      | Prévenir les déplacements, les privations et la destruction de la vie               | Conformément au point (4)(c) ci-dessus, l'État d'Israël s'abstient, en ce qui concerne les Palestiniens, de prendre toutes les mesures en son pouvoir, y compris l'annulation des ordonnances pertinentes, des restrictions et/ou des interdictions, afin d'empêcher : (a) l'expulsion et le déplacement forcé de leurs maisons ; (b) la privation de : (i)l'accès à une nourriture et à une eau adéquates ; (ii) l'accès à l'aide humanitaire, y compris l'accès à un combustible adéquat, à un abri, à des vêtements, à l'hygiène et à l'assainissement ; (iii) fournitures et assistance médicales et (c) la destruction de la vie des Palestiniens à Gaza. |
| 6      | S'abstenir de toute incitation et punir les actes et les encouragements au génocide | L'État d'Israël veillera, en ce qui concerne les Palestiniens, à ce que ses forces armées, ainsi que les unités armées irrégulières ou les individus qui peuvent être dirigés, soutenus ou autrement influencés par lui, et les organisations et personnes qui peuvent être soumises à son contrôle, à sa direction ou à son influence, ne commettent aucun des actes décrits aux points 4 et 5 ci-dessus, ni ne se livrent à une incitation directe et publique à commettre un génocide, à une entente en vue de commettre un génocide, à une tentative de génocide ou à la complicité dans un génocide et, dans la mesure où ils s'y livrent, que des mesures soient prises pour les punir conformément aux articles I, II, III et IV de la convention pour la prévention et la répression du crime de génocide. |
| 7      | Empêcher la destruction et assurer la conservation des preuves                      | L'État d'Israël prend des mesures efficaces pour empêcher la destruction et assurer la préservation des éléments de preuve liés aux allégations d'actes relevant de l'article II de la convention pour la prévention et la répression du crime de génocide ; à cette fin, l'État d'Israël n'agit pas pour refuser ou restreindre de quelque manière que ce soit l'accès des missions d'enquête, des mandats internationaux et d'autres organismes à Gaza afin d'aider à assurer la préservation et la conservation desdits éléments de preuve. |
| 8      | Soumettre à la Cour des rapports réguliers sur les mesures prises                   | L'État d'Israël soumet à la Cour un rapport sur toutes les mesures prises pour donner effet à la présente ordonnance dans un délai d'une semaine à compter de la date de la présente ordonnance et, par la suite, à intervalles réguliers ordonnés par la Cour, jusqu'à ce que celle-ci rende une décision définitive sur l'affaire. |
| 9      | S'abstenir d'aggraver la situation                                                  | L'État d'Israël s'abstient de toute action et veille à ce qu'aucune action ne soit entreprise qui pourrait aggraver ou étendre le différend soumis à la Cour ou en rendre le règlement plus difficile. |

### Réponse israélienne
Israël rejette ces allégations « avec dégoût » et accuse l'Afrique du Sud de « coopérer avec une organisation terroriste qui appelle à la destruction de l'État d'Israël », qualifiant les actions de l'Afrique du Sud d'« accusation du sang », et affirmant que ce pays est « complice des héritiers modernes des nazis ».
Le Haut Commissaire des Nations unies aux droits de l'homme, Volker Türk, déclare : « Ce n'est pas une accusation du sang que de déplorer que les soldats israéliens et les colons armés qui ont tué des centaines de Palestiniens en Cisjordanie depuis le 7 octobre ne rendent pas compte de leurs actes, ou que l'on prolonge une guerre dont la conduite a suscité de graves préoccupations en matière de droit international humanitaire et de droits de l'homme ».
Le 2 janvier 2024, Israël décide de comparaître devant la CIJ en réponse à l'affaire de l'Afrique du Sud, bien que le pays ait toujours ignoré les tribunaux internationaux,. Israël sera représenté par Malcolm Shaw et trois autres avocats,.
Le Premier ministre israélien Benjamin Netanyahou répond que « ce n'est pas nous qui sommes venus perpétrer un génocide, mais le Hamas », ajoutant que les Forces de défense israéliennes agissent « aussi moralement que possible » et que, dans une déclaration ultérieure, « personne » ne pourrait empêcher Israël de poursuivre ses actions à Gaza, y compris La Haye. Les Forces de défense israéliennes déclarent qu'elles prennent des mesures pour réduire les pertes civiles, notamment en avertissant les civils dans les zones ciblées et en ne frappant pas certaines zones où se trouvent des civils. Le gouvernement israélien déclare à plusieurs reprises qu'il souhaite éliminer le Hamas et non les Palestiniens.
Le ministère israélien des Affaires étrangères déclare dans des câbles diplomatiques qu'une décision contre Israël « pourrait avoir des implications potentielles significatives qui ne relèvent pas seulement du monde juridique mais qui ont des ramifications pratiques bilatérales, multilatérales, économiques et sécuritaires ». La défense d'Israël devrait consister à convaincre la Cour que les commentaires publics sur la situation à Gaza faits par divers membres de la coalition gouvernementale ne constituent pas une intention génocidaire (en),.
Ofer Cassif, personnalité politique israélienne représentant le parti de gauche Hadash, signe la pétition de l'Afrique du Sud et accuse Israël de génocide. En réponse, les législateurs entament une procédure pour l'expulser de la Knesset.
Le 9 janvier, plus de 650 Israéliens envoient une lettre à la CIJ pour exprimer leur soutien à l'affaire sud-africaine, affirmant que le gouvernement israélien prend « des mesures systématiques pour anéantir la population de Gaza, l'affamer, la maltraiter et la déplacer ».
Le 14 avril 2025, la date de remise du contre-mémoire que devait présenter Israël à la CIJ est repoussée au 12 janvier 2026.

### Ordonnance du 26 janvier 2024
La Cour internationale de justice rend une première décision le 26 janvier 2024, par laquelle elle considère comme plausible l’accusation de « génocide » dirigée contre Israël par l'Afrique du Sud, indique six mesures conservatoires, mais s'abstient d'évoquer un cessez-le-feu à Gaza. La Cour ordonne notamment à Israël d'empêcher tout éventuel acte génocidaire, de prendre des mesures immédiates permettant de fournir aux Palestiniens « l’aide humanitaire dont ils ont un besoin urgent ». Israël doit aussi « prévenir et punir » l’incitation au génocide. Cette décision a « l'impact symbolique "énorme" de toute décision rendue contre l'État hébreu au titre de la Convention sur le génocide, compte tenu de son histoire » selon une analyse pour l'AFP de Juliette McIntyre, experte en droit international à l'Université d'Australie du Sud. Les livraisons d'armes à Israël deviennent plus problématiques du fait de la mention par la Cour d'« un risque [accru] qu'un préjudice irréparable soit causé aux droits plausibles revendiqués par l’Afrique du Sud et qu’il y a urgence, c’est-à-dire qu’il existe un risque réel et imminent qu’un tel préjudice soit causé avant que la Cour ne se prononce de manière définitive en l’affaire » à Gaza. De même, selon le site Mediapart, cette décision marque « un tournant dans la guerre », qu'elle soit mise en œuvre ou non par l'État hébreu.

#### Décision initiale de plausibilité
Dans sa décision initiale du 26 janvier 2024, la Cour reconnait la plausibilité des demandes de l'Afrique du Sud et sa compétence prima facie pour statuer sur le différend,,.
La Cour conclut que les preuves fournies par l'Afrique du Sud sont suffisantes pour conclure qu'il y a un risque plausible de préjudice à « au moins certains des droits revendiqués par l'Afrique du Sud et pour lesquels elle demande une protection », tout en précisant qu'il ne s'agit pas d'une décision sur la question de savoir si Israël est en violation de la convention. Le seuil de plausibilité est « relativement bas » ou « très bas », et en comparaison avec le seuil d'établissement de l'intention génocidaire, il y a un « écart entre la plausibilité et le niveau beaucoup plus élevé de certitude que le requérant devra finalement satisfaire pour établir que le défendeur a violé son obligation »,,,.
La Cour déclare, aux points 30 et 54 de l'ordonnance, ce qui suit :

« 30. ... De l'avis de la Cour, au moins certains des actes et omissions que l'Afrique du Sud reproche à Israël à Gaza semblent susceptibles d’entrer dans les prévisions de la convention.

54. La Cour est d’avis que les faits et circonstances mentionnés ci-dessus suffisent pour conclure qu’au moins certains des droits que l’Afrique du Sud revendique et dont elle sollicite la protection sont plausibles. Il en va ainsi du droit des Palestiniens de Gaza d’être protégés contre les actes de génocide et les actes prohibés connexes visés à l’article III et du droit de l’Afrique du Sud de demander qu’Israël s’acquitte des obligations lui incombant au titre de la convention. »

#### Décision sur les mesures provisoires
Dans son ordonnance du 26 janvier 2024, tout en n'accédant pas à la demande de l'Afrique du Sud d'ordonner à Israël de suspendre ses opérations militaires à Gaza, la Cour ordonne à Israël de prendre des mesures pour prévenir les actes de génocide dans la bande de Gaza, et de faire rapport à la Cour à ce sujet dans un délai d'un mois ; de prévenir et de punir l'incitation au génocide ; de permettre l'entrée de l'aide humanitaire à Gaza ; et, de manière générale, de prendre davantage de mesures pour protéger les Palestiniens. La Cour ordonné les mesures provisoires suivantes, comparées à celles demandées par l'Afrique du Sud :
| Résumé                                                                                               | Arrêt de la Cour (26 janvier 2024) | Afrique du Sud - demande initiale (29 décembre 2023) |
| --- | --- | --- |
| Empêcher le génocide et cesser de tuer, de blesser, de détruire la vie et d'empêcher les naissances. | (1)Conformément aux obligations qui lui incombent en vertu de la Convention pour la prévention et la répression du crime de génocide, l'État d'Israël prend, à l'égard des Palestiniens de Gaza, toutes les mesures en son pouvoir pour empêcher la commission de tous les actes entrant dans le champ d'application de l'article II de cette Convention, en particulier: 1. tuer des membres du groupe; 2. atteinte grave à l'intégrité physique ou mentale de membres du groupe; 3. le fait d'imposer délibérément au groupe des conditions d'existence devant entraîner sa destruction physique totale ou partielle ; 4. et imposer des mesures visant à empêcher les naissances au sein du groupe ; (2)L’État d'Israël s'assure avec effet immédiat que ses militaires ne commettent aucun des actes décrits au point 1 ci-dessus ; | (3) La République d'Afrique du Sud et l’État d'Israël prennent chacun, conformément aux obligations qui leur incombent en vertu de la convention pour la prévention et la répression du crime de génocide, en ce qui concerne le peuple palestinien, toutes les mesures raisonnables qui sont en leur pouvoir pour prévenir le génocide. |
| Empêcher le génocide et cesser de tuer, de blesser, de détruire la vie et d'empêcher les naissances. | (1)Conformément aux obligations qui lui incombent en vertu de la Convention pour la prévention et la répression du crime de génocide, l'État d'Israël prend, à l'égard des Palestiniens de Gaza, toutes les mesures en son pouvoir pour empêcher la commission de tous les actes entrant dans le champ d'application de l'article II de cette Convention, en particulier: 1. tuer des membres du groupe; 2. atteinte grave à l'intégrité physique ou mentale de membres du groupe; 3. le fait d'imposer délibérément au groupe des conditions d'existence devant entraîner sa destruction physique totale ou partielle ; 4. et imposer des mesures visant à empêcher les naissances au sein du groupe ; (2)L’État d'Israël s'assure avec effet immédiat que ses militaires ne commettent aucun des actes décrits au point 1 ci-dessus ; | (4) L’État d'Israël, conformément aux obligations qui lui incombent en vertu de la convention pour la prévention et la répression du crime de génocide, s'abstiendra, à l'égard du peuple palestinien en tant que groupe protégé par la convention pour la prévention et la répression du crime de génocide, de commettre tous les actes visés à l'article II de la convention, en particulier : 1. tuer des membres du groupe; 2. atteinte grave à l'intégrité physique ou mentale des membres du groupe; 3. infliger délibérément au groupe des conditions d'existence devant entraîner sa destruction physique totale ou partielle ; et 4. imposer des mesures visant à entraver les naissances au sein du groupe.                                                                                                  |
| S'abstenir de toute incitation et punir les actes et les encouragements au génocide                  | (3) L'État d'Israël prend toutes les mesures en son pouvoir pour prévenir et punir l'incitation directe et publique à commettre un génocide à l'égard des membres du groupe palestinien dans la bande de Gaza ; | (6) L'État d'Israël veillera, en ce qui concerne les Palestiniens, à ce que ses forces armées, ainsi que les unités armées irrégulières ou les individus qui peuvent être dirigés, soutenus ou autrement influencés par lui, et les organisations et personnes qui peuvent être soumises à son contrôle, à sa direction ou à son influence, ne commettent aucun des actes décrits aux points 4 et 5 ci-dessus, ni ne se livrent à une incitation directe et publique à commettre un génocide, à une entente en vue de commettre un génocide, à une tentative de génocide ou à la complicité dans un génocide et, dans la mesure où ils s'y livrent, que des mesures soient prises pour les punir conformément aux articles I, II, III et IV de la convention pour la prévention et la répression du crime de génocide. |
| Permettre la fourniture de services de base et d'aide humanitaire                                    | (4) L'État d'Israël doit prendre des mesures immédiates et efficaces pour permettre la fourniture des services de base et de l'aide humanitaire dont les Palestiniens de la bande de Gaza ont besoin de toute urgence pour faire face aux conditions de vie défavorables auxquelles ils sont confrontés ; | (5) Conformément au point (4)(c) ci-dessus, l'État d'Israël s'abstient, en ce qui concerne les Palestiniens, de prendre toutes les mesures en son pouvoir, y compris l'annulation des ordonnances pertinentes, des restrictions et/ou des interdictions, afin d'empêcher: 1. l'expulsion et le déplacement forcé de leurs maisons ; 2. la privation de : 1. l'accès à une nourriture et à une eau adéquates ; 2. l'accès à l'aide humanitaire, y compris l'accès à un combustible adéquat, à un abri, à des vêtements, à l'hygiène et à l'assainissement ; 3. les fournitures et l'assistance médicales ; et 3. la destruction de la vie des Palestiniens à Gaza. |
| Empêcher la destruction et assurer la conservation des preuves                                       | (5) L’État d'Israël prend des mesures efficaces pour empêcher la destruction et assurer la préservation des éléments de preuve liés aux allégations d'actes relevant des articles II et III de la convention pour la prévention et la répression du crime de génocide à l'encontre de membres du groupe palestinien dans la bande de Gaza. | (7) L'État d'Israël prend des mesures efficaces pour empêcher la destruction et assurer la préservation des éléments de preuve liés aux allégations d'actes relevant de l'article II de la convention pour la prévention et la répression du crime de génocide ; à cette fin, l'État d'Israël n'agit pas pour refuser ou restreindre de quelque manière que ce soit l'accès des missions d'enquête, des mandats internationaux et d'autres organismes à Gaza afin de contribuer à assurer la préservation et la conservation de ces éléments de preuve. |
| Soumettre à la Cour des rapports réguliers sur les mesures prises                                    | (6) L’État d'Israël soumettra à la Cour un rapport sur toutes les mesures prises pour donner effet à la présente ordonnance dans un délai d'un mois à compter de la date de la présente ordonnance. | (8) L’État d'Israël soumettra à la Cour un rapport sur toutes les mesures prises pour donner effet à la présente ordonnance dans un délai d'une semaine à compter de la date de la présente ordonnance et, par la suite, à intervalles réguliers ordonnés par la Cour, jusqu'à ce que celle-ci rende une décision définitive sur l'affaire. |
| Suspension des opérations militaires                                                                 | n/a | (1) L'État d'Israël suspend immédiatement ses opérations militaires à Gaza et contre Gaza. |
| Suspension des opérations militaires                                                                 | n/a | (2) L'État d'Israël veille à ce que les unités armées militaires ou irrégulières qu'il peut diriger, soutenir ou influencer, ainsi que les organisations et les personnes qu'il peut contrôler, diriger ou influencer, ne prennent aucune mesure destinée à favoriser les opérations militaires visées au point 1 ci-dessus. |
| S'abstenir d'aggraver la situation                                                                   | n/a | (9) L'État d'Israël s'abstient de toute action et veille à ce qu'aucune action ne soit entreprise qui pourrait aggraver ou étendre le différend soumis à la Cour ou en rendre le règlement plus difficile. |

Les votes pour les six mesures provisoires sont les suivants :
1. 15 votes à 2, avec Julia Sebutinde[71] et Aharon Barak en désaccord,
2. 15 votes à 2, avec Julia Sebutinde et Aharon Barak en désaccord,
3. 16 votes à 1, avec Julia Sebutinde en désaccord,
4. 16 votes à 1, avec Julia Sebutinde en désaccord,
5. 15 votes à 2, avec Julia Sebutinde et Aharon Barak en désaccord,
6. 15 votes à 2, avec Julia Sebutinde et Aharon Barak en désaccord.

La Cour se déclare également « gravement préoccupée » par le sort des otages détenus dans la bande de Gaza et demande leur libération immédiate ainsi que la reconnaissance d'une situation catastrophique à Gaza « qui risque fort de se détériorer encore » avant le verdict final.

### Demande urgente de mesures supplémentaires
Le 12 février 2024, avant une offensive au sol prévue à Rafah, l'Afrique du Sud présente une « demande urgente de mesures supplémentaires au titre de l'article 75 (1) » en raison de « l'évolution des circonstances à Rafah »,. L'Afrique du Sud  demande à la Cour d'envisager d'exercer son autorité, car elle fait valoir qu'une offensive à Rafah constituerait une violation à la fois de la Convention sur le génocide et de l'ordonnance provisoire de janvier de la Cour,.
Dans sa réponse du 15 février, Israël qualifie de « déformation scandaleuse » les affirmations de l'Afrique du Sud concernant une « opération militaire sans précédent » à Rafah le 11 février pour sauver deux otages israéliens, qui, selon le Hamas, aurait tué des dizaines de Palestiniens, et affirme que le Hamas fait preuve de « mépris pour le droit » en ne se conformant pas à l'appel de la CIJ pour la libération immédiate et inconditionnelle de tous les otages restants. Elle qualifie la demande sud-africaine de « preuve d'un effort renouvelé et cynique de l'Afrique du Sud pour utiliser les mesures conservatoires comme une épée, plutôt que comme un bouclier, et pour manipuler la Cour afin de protéger l'allié de longue date de l'Afrique du Sud, le Hamas, une organisation terroriste génocidaire, du droit et de l'obligation inhérents d'Israël de se défendre, conformément à la loi, contre l'assaut terroriste auquel il est confronté et de poursuivre la libération de plus de 130 otages. »,.
Le 16 février, la Cour  rejette la demande de l'Afrique du Sud, déclarant que les mesures provisoires qu'elle a prises en janvier sont applicables dans toute la bande de Gaza, y compris à Rafah, et ne nécessitent pas l'indication de mesures provisoires supplémentaires, tout en soulignant qu'Israël doit respecter ces mesures antérieures. Après que la CIJ a refusé de faire droit à la demande d'urgence, Kenneth Roth, ancien directeur de Human Rights Watch et professeur à l'université de Princeton, déclare : « Ce que la Cour vient de faire, c'est de dire : "Nous avons déjà ordonné que tout cela s'arrête.Plutôt que de nous répéter, c'est aux gouvernements du monde, au Conseil de sécurité de l'ONU, et en premier lieu au gouvernement américain, d'arrêter ce massacre" ». Le 28 mars, dans une décision unanime, la cour ordonne à Israël de permettre à l'aide humanitaire d'entrer sans entrave dans la bande de Gaza, avertissant que la famine sévit déjà. Le 24 mai, La Cour internationale de Justice ordonne à Israël de mettre fin à l'offensive militaire à Rafah.

## Analyse

### Avant la décision préliminaire

#### Questions de procédure
Lawfare (en), un blog affilié à la Brookings Institution, compare la demande de l'Afrique du Sud aux procédures engagées par la Gambie contre la Birmanie en relation avec le génocide des Rohingya. Écrivant dans Just Security, un forum en ligne basé au Reiss Center on Law and Security, Alaa Hachem et le professeur Oona A. Hathaway (en) notent l'invocation par l'Afrique du Sud de l'erga omnes partes, une doctrine de l'intérêt à agir qui « permet à un État partie à un traité protégeant des droits juridiques communs de faire respecter ces droits même si l'État n'est pas directement affecté par la violation ». Hachem et Hathaway déclarent que l'affaire du génocide des Rohingya (en), en particulier, l'acceptation de la compétence par la CIJ, a « révolutionné » la doctrine de l'erga omnes. Ils concluent qu'il est « très probable » que la Cour jugera que l'Afrique du Sud a qualité pour engager la procédure. Ils affirment également que l'établissement de l'intention génocidaire est « extraordinairement difficile ».
Le professeur Luciano Pezzano, écrivant dans le Blog of the European Journal of International Law, soutient que l'invocation de l'article IX de la Convention contre le génocide est un moyen par lequel les États non impliqués peuvent s'acquitter de leur obligation d'empêcher le génocide.
Marc Weller (en), professeur de droit international et d'études constitutionnelles internationales à l'université de Cambridge, soutient qu'« Israël ne peut éviter l'examen de son recours à la force et des pratiques qui y sont associées, ainsi que d'éventuelles mesures provisoires de protection, en invoquant simplement la légitime défense ». Tout en déclarant qu'Israël a subi ce qu'il décrit comme une « attaque atroce » qui éclairerait probablement l'analyse de la Cour sur sa demande de légitime défense, il conclut que la demande de légitime défense n'empêche pas l'octroi de mesures provisoires de protection.

#### Analyse du fond de l'affaire
David Scheffer (en), qui a été le premier ambassadeur itinérant des États-Unis pour les questions relatives aux crimes de guerre, critique l'affaire de l'Afrique du Sud pour ce qu'il appelle un « manque total de reconnaissance... qu'Israël est en guerre », et soutient que toute mort de civils palestiniens est le résultat d'une action militaire contre un ennemi qu'Israël a « le droit justifiable d'attaquer en légitime défense », plutôt que d'une intention génocidaire. David Scheffer a déclaré que dans un contexte militaire et de responsabilité, les événements survenus depuis l'attaque du 7 octobre, associés à l'évacuation par Israël des civils de Gaza et à ses efforts d'aide humanitaire, feraient qu'il serait « clairement exagéré d'essayer de soutenir que c'est Israël qui a en fait l'intention de commettre un génocide lorsqu'Israël répond à un acte génocidaire afin d'empêcher un nouveau génocide contre Israël ».
Dans leur commentaire sur Just Security, Hachem et Hathaway déclarent que l'établissement de l'intention génocidaire est « extraordinairement difficile ».
David Keane, professeur de droit spécialisé dans la Convention internationale sur l'élimination de toutes les formes de discrimination raciale, déclare que l'allégation de l'Afrique du Sud selon laquelle Israël pratique l'apartheid « est une déclaration remarquable de la part de l'Afrique du Sud, qui a peut-être été quelque peu éclipsée par l'allégation générale de génocide ». Il note que la requête de l'Afrique du Sud se réfère aux travaux du Comité pour l'élimination de la discrimination raciale.
Dans une série de posts sur Verfassungsblog (en), le professeur de droit de l'université de Haïfa, Itamar Mann, déclare qu'il « semble plutôt improbable » que la Cour accorde toutes les mesures conservatoires demandées par l'Afrique du Sud, à la suite des plaidoiries dans l'affaire. Il soutient que la Cour pourrait imposer une série de mesures conservatoires, mais qu'elle s'arrêterait probablement avant d'ordonner à Israël de suspendre les hostilités. Il décrit l'absence de référence de l'Afrique du Sud au conflit armé en cours comme une stratégie de litige qui pourrait jouer en sa défaveur et exprime la crainte que les mesures conservatoires ne légitiment ce qu'il décrit comme une guerre prolongée ou potentiellement « sans fin (en) » à Gaza.
Une analyse, publiée dans le forum Just Security, affirme que la principale différence entre la position de l'Afrique du Sud et celle d'Israël réside dans les récits concurrents présentés par les deux parties. La demande sud-africaine suit le récit suivant : « ...Israël a lancé une attaque massive sur la bande de Gaza [après les événements du 7 octobre], ...causant une destruction généralisée d'une nature sans précédent, et affectant gravement l'ensemble de la population de Gaza ». La réponse israélienne suit le récit suivant : « ...les dommages et les souffrances subis par les civils palestiniens étaient une conséquence regrettable, totalement indésirable mais finalement inévitable d'un conflit armé intensif se déroulant dans une zone urbaine... ».
Le professeur Alan Dershowitz affirme qu'Israël a commis une erreur en se soumettant à la juridiction de la CIJ, car « ... ce n'est pas un vrai tribunal... il reflète la politique étrangère, pas l'État de droit, pas le pouvoir judiciaire ». Il affirme également que « [l'accusation de génocide contre Israël] ...est l'un des abus les plus absurdes du processus judiciaire dans l'histoire moderne »
.
Les allégations de l'Afrique du Sud devant la CIJ concernant les actions d'Israël suscitent des critiques de la part de certaines publications et personnes. The Economist, le comité éditorial du Wall Street Journal, l'ancien chef de la division du droit international des FDI, Daniel Reisner (en), et The Daily Telegraph affirment que qualifier les actions d'Israël de « génocide » déprécie le terme et porte atteinte à sa gravité telle que définie par la Convention des Nations unies sur le génocide,,,. Les affirmations de l'Afrique du Sud sont également critiquées par The Economist, qui estime qu'elles détournent l'attention des vraies questions telles que les violations potentielles des lois sur la guerre et la crise humanitaire à Gaza, et par David Scheffer, qui estime qu'elles ignorent les actions du Hamas
. The Economist et le Times of Israel soutiennent que les actions d'Israël sont des réponses défensives au Hamas, et non des attaques identitaires contre les Palestiniens, et préviennent que ces revendications pourraient affaiblir les lois mondiales sur le génocide,. Le chancelier autrichien Karl Nehammer, le président du gouvernement de la République tchèque Petr Fiala et la chroniqueuse du ((Jerusalem Post Liat Collins soutiennent que les actions du pays pourraient entraîner la politisation de la CIJ,,.

## Autres réactions internationales

### États et organisations internationales

Afrique du Sud
Pays qui soutiennent l'Afrique du Sud.
Pays qui soutiennent Israël.
Israël

#### Soutien

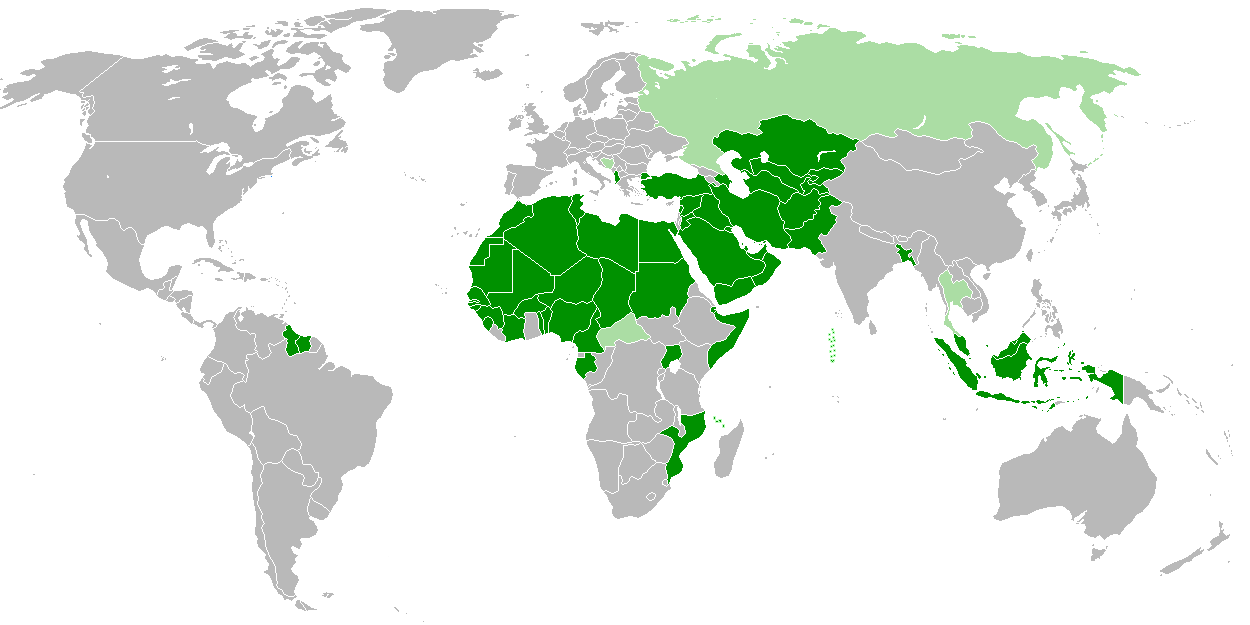
En verts foncé les 57 États membres de l'Organisation de la coopération islamique (OCI) soutenant la procédure. Les États observateurs de l'OCI sont en vert clair.

En vertu des statuts de la CIJ, deux formes de soutien à la plainte sont possibles, l'un selon l'article 62 où l'on demande à devenir partie à part entière du procès, l'autre selon l'article 63 concernant l'interprétation de la Convention et qui implique que l'arrêt de la CIJ sera contraignant pour l'État ayant demandé à intervenir.
États intervenant au titre de l'article 62 :
- Nicaragua, annonce en janvier 2024[13], intervention soumise le 8 février 2024[103],[104]
- Palestine, intervention soumise le 3 juin 2024 [105],[13]

États intervenant au titre de l'article 63 :
- Bolivie : annonce en janvier 2024[106], intervention soumise le 9 octobre 2024, la Bolivie affirmant qu'elle « a la responsabilité de condamner le crime de génocide »[107],[108] ;
- Colombie : annonce le 10 janvier 2024[109], intervention soumise le 5 avril[110] ;
- Chili : annonce en janvier 2024[111] et février[112], intervention soumise le 13 septembre[113] ;
- Espagne : annonce le 7 juin 2024[114],[115], intervention soumise le 28 juin 2024[102] ;
- Libye : annonce le 14 janvier 2024[116], intervention soumise le 10 mai 2024[117] ;
- Maldives : annonce en janvier 2024[118] et le 1er octobre 2024[119] avant soumission le 2 octobre[102] ;
- Mexique : intervention soumise le 28 mai 2024[120] ;
- Turquie : annonce en janvier[121], intervention soumise le 7 août 2024[122] ;

États ayant émis une intention d'intervention :
- Belgique : après des débats en janvier[123],[124],[125],[126], une intention d'intervention est déclarée le 11 mars[127] et le 17 mai[128] ;
- Brésil : intention déclarée en juillet 2025[129] ;
- Égypte : annonce en janvier 2024[130], intention déclarée le 12 mai[131] ;
- Cuba : intention déclarée le 22 juin 2024 d'exercer son droit en tant qu'État tiers de présenter son interprétation de la convention qu'Israël aurait violée de manière flagrante dans la bande de Gaza[132],[102],[133] ;
- Irlande : intention déclarée en mars[134], novembre[135] et décembre 2024[136].

États ou organisations internationales ayant émis une autre forme de soutien : 
- Algérie[138],
- Bangladesh[139],
- Comores[140],
- Djibouti[140],
- Indonésie[141],
- Iran[142],
- Irak[143],
- Jordanie[144],
- Liban[145],
- Malaisie[121],
- Namibie[101],[139],
- Pakistan[101],
- République arabe sahraouie démocratique[146],
- Saint-Vincent-et-les-Grenadines[147],
- Slovénie[148],
- Syrie[réf. nécessaire],
- Venezuela[13],
- Zimbabwe[149],
- Union africaine[150],[151],
- Ligue arabe[152],
- Mouvement des non-alignés[153],
- Organisation de la coopération islamique[101].

Le 10 janvier, le président brésilien Luiz Inácio Lula da Silva exprime son soutien à l'action en justice, le ministère des Affaires étrangères déclarant : « Le président a exprimé son soutien à l'initiative de l'Afrique du Sud visant à demander à la Cour internationale de justice d'ordonner à Israël de cesser immédiatement tous les actes et mesures susceptibles de constituer un génocide ».
La Slovénie annonce sa participation à la procédure engagée par l'Assemblée générale des Nations unies devant la CIJ concernant les activités controversées d'Israël à Gaza et en Cisjordanie, y compris à Jérusalem-Est.
Le président namibien, Hage Geingob, critique l'Allemagne pour son soutien à Israël dans cette affaire, affirmant que l'Allemagne n'avait pas su tirer les leçons du génocide des Héréros et des Namas en 1904 : « L'Allemagne ne peut pas exprimer moralement son engagement envers la Convention des Nations unies contre le génocide, y compris l'expiation du génocide en Namibie, tout en soutenant l'équivalent d'un holocauste et d'un génocide à Gaza »,.

#### Opposition
- Australie[158],
- Autriche[159],
- Allemagne[160],
- États-Unis[161],
- France[162],
- Guatemala[163],
- Hongrie[159],
- Israël,
- Italie[164],
- Paraguay[111],
- République tchèque[159],
- Royaume-Uni[51].

Le coordinateur du Conseil de sécurité nationale des États-Unis pour les communications stratégiques, John Kirby, a déclaré que les États-Unis trouvaient la « proposition sans fondement, contre-productive, sans aucune base factuelle. » Le 4 janvier 2024, le gouvernement américain a reconnu qu'il ne menait pas d'évaluation formelle sur la question de savoir si Israël violait le droit humanitaire international. Le secrétaire d'État américain Antony Blinken qualifie de « sans fondement » l'accusation de génocide portée contre Israël.
Le ministre français des Affaires étrangères Stéphane Séjourné déclare que le gouvernement français considère qu'accuser l'État juif de génocide est un « seuil moral » que le gouvernement ne préfère pas franchir.
Le gouvernement du Guatemala, par l'intermédiaire du ministère des Affaires étrangères, regrette que le gouvernement sud-africain ait déposé une plainte contre Israël devant la Cour internationale de justice alors qu'Israël est en « défense légitime contre les attaques du groupe terroriste Hamas ».
Le chancelier autrichien Karl Nehammer et le Premier ministre tchèque Petr Fiala déclarent dans un communiqué commun qu'ils « s'opposent à toute tentative de politiser la CIJ ».
Le ministre hongrois des Affaires étrangères Péter Szijjártó condamne « l'attaque juridique lancée contre Israël ».
Le Premier ministre britannique Rishi Sunak estime que l'affaire sud-africaine est « totalement injustifiée et erronée », selon son porte-parole.
L'Allemagne annonce son opposition à la demande de l'Afrique du Sud et son intention d'intervenir devant la CIJ au nom d'Israël. Le vice-chancelier allemand Robert Habeck déclare : « On peut critiquer l'armée israélienne pour avoir agi trop durement dans la bande de Gaza, mais ce n'est pas un génocide ».
Le Premier ministre australien Anthony Albanese déclare que le gouvernement australien ne participera pas au procès pour génocide intenté par l'Afrique du Sud contre Israël. La ministre australienne des Affaires étrangères Penny Wong déclare que « notre soutien à la CIJ et notre respect de son indépendance ne signifient pas que nous acceptons les prémisses du procès de l'Afrique du Sud ».
Le gouvernement irlandais annonce qu'il ne se joindra pas à la procédure engagée par l'Afrique du Sud contre Israël. Le Premier ministre irlandais Leo Varadkar déclare : « Je serais un peu mal à l'aise d'accuser Israël, un État juif, de génocide étant donné que six millions de Juifs - plus de la moitié de la population juive d'Europe - ont été tués ».

### Mouvements, partis politiques, syndicats
La plainte est soutenue par plus de 900 mouvements populaires, partis politiques, syndicats et autres organisations,, telles que : Progressive International (en),,, Code Pink,,, World Beyond War (en),,, RootsAction.org,,, International Jewish Anti-Zionist Network (en), The People’s Forum,,.

## Incidence
Une semaine après le rendu de la décision provisoire par la CIJ, la ministre sud-africaine des Affaires étrangères Naledi Pandor déclare qu'Israël ignore l'ordre de la Cour, les FDI ayant tué près de 1 000 personnes au cours de ces sept jours,. Dès décembre 2023, des militants israéliens tentent d'empêcher l'aide humanitaire d'entrer dans la bande de Gaza, certains d'entre eux faisant référence ou se rapportant aux otages toujours présents à Gaza, même après la décision,,. Islamic Relief, une organisation caritative basée au Royaume-Uni, déclare le 9 février que la situation à Gaza a empiré depuis que la CIJ a rendu son ordonnance provisoire.
Le 5 février 2024, l'unité aéronautique d'Itochu déclare qu'elle met fin à son partenariat stratégique avec Elbit Systems, citant l'ordonnance provisoire de la CIJ pour prévenir les actes de génocide contre les Palestiniens. Le 6 février, le gouvernement wallon en Belgique annonce qu'il suspend temporairement deux licences d'exportation de munitions vers Israël, citant l'arrêt provisoire de la CIJ.
Le 10 février, Francesca Albanese, rapporteur spécial des Nations unies, déclare qu'Israël semble enfreindre les décisions de la CIJ, les forces israéliennes ayant tué au moins 1 755 Palestiniens depuis la publication de la décision et continuant à bloquer l'aide humanitaire destinée à la population de Gaza.